# Álvaro Colom

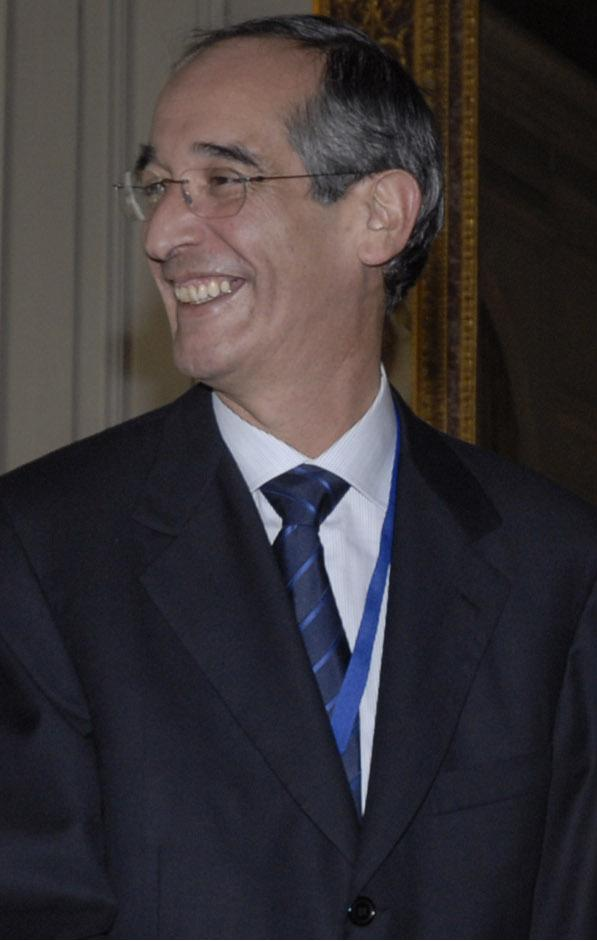
Álvaro Colom

Álvaro Colom Caballeros (Guatemala-Stad, 15 juni 1951 – aldaar, 23 januari 2023) was een Guatemalteeks politicus van de Nationale Eenheid van de Hoop (UNE). Van 2008 tot 2012 was hij president van Guatemala.

## Vroege carrière
Álvaro Colom is afgestudeerd als industrieel ingenieur aan de Universiteit van San Carlos en werd vervolgens zakenman. Zijn oom, de progressieve politicus Manuel Colom Argueta, werd in 1979 door militairen vermoord. Álvaro Colom sloot zich aan bij de centrumlinkse UNE waarvoor hij in 1999 presidentskandidaat was. Hij wist niet door te dringen tot de tweede ronde, waar hij in 2003 wel in slaagde, maar toen uiteindelijk verslagen werd door Óscar Berger van de Grote Nationale Alliantie (GANA). Op 9 september 2007 haalde hij het grootste aantal stemmen tijdens de eerste ronde van de presidentsverkiezingen, en versloeg op 4 november Otto Pérez van de Patriottische Partij (PP). Tijdens de campagne had hij meerdere malen te maken met doodsbedreigingen, en enkelen van zijn campagnemedewerkers zijn ook daadwerkelijk vermoord. Op 14 januari 2008 trad hij aan als president, waarbij hij Óscar Berger opvolgde. Waar zijn tegenstanders in de verkiezingen zich vooral richtten op het bestrijden van misdaad door de harde hand, gaf Colom aan misdaad te willen bestrijden door de armoede in het land aan te pakken. De UNE heeft geen meerderheid in het Congres, waardoor Colom steun van de oppositie nodig had om plannen door te kunnen voeren.

## Presidentschap
In februari 2008 kondigde Colom aan de archieven van het Guatemalteekse Leger uit de tijd van de Guatemalteekse Burgeroorlog (1960-1996) te zullen laten openen. Hij heeft verschillende maatregelen genomen om de corruptie aan te pakken, die echter voor een groot deel werden getorpedeerd door het congres en ontsloeg verschillende officieren en politiefunctionarissen die zich schuldig zouden hebben gemaakt aan machtsmisbruik. Ook sprak hij zijn veto uit tegen een voorstel van het Congres van de Republiek om de doodstraf opnieuw in te voeren. Hoewel hij tijdens de verkiezingcampagne had beloofd een regering met een "Mayagezicht" te zullen vormen, heeft hij slechts één Maya in zijn kabinet benoemd. Ook omstreden was de benoeming van zijn echtgenote Sandra Torres tot directrice van de invloedrijke Raad voor Sociale Cohesie (CCS).
In augustus 2008 kwam een groot corruptieschandaal aan het licht waarbij onder andere congresvoorzitter Eduardo Meyer van Coloms UNE en Coloms verkiezingstegenstander Pérez verantwoordelijk waren voor het speculeren met het budget van het congres. Colom zelf bleek niets te maken te hebben met de zaak, die leidde tot het aftreden van Meyer.
In september 2008 kwam aan het licht dat Colom in zijn ambtswoning werd afgeluisterd. Hiervoor verantwoordelijk wordt gehouden de "parellele macht" van de militaire inlichtingendiensten die sinds het einde van de burgeroorlog achter de schermen nog steeds veel macht hebben, mogelijk in samenwerking met de georganiseerde criminaliteit. In februari 2009 werd Colom met de dood bedreigd door de Zetas, de paramilitaire tak van het Mexicaanse Golfkartel.
Op 10 mei 2009 werd de advocaat Ricardo Rosenberg Marzano vermoord. Kort na zijn dood dook een videocassette op waarin Rosenberg te zien was die vertelde dat als hij vermoord zou worden dat dat de schuld zou zijn van Colom, zijn echtgenote, de zakenman Gregorio Váldez en zijn secretaris Fernando Alejos. Dit omdat Rosenberg weet zou hebben van Coloms betrokkenheid bij de moord op zakenman Khalil Musa en diens dochter, nadat deze weigerde mee te werken aan illegale deals. Colom noemde de video een vervalsing, een bewering die tegengesproken wordt door de Internationale Commissie van de Verenigde Naties tegen Straffeloosheid in Guatemala (CICIG). Al snel klonk de roep om Coloms aftreden. De Guatemalteekse regering heeft de FBI en de Verenigde Naties verzocht het onderzoek naar de moordzaak uit te voeren. Op 12 januari 2010 publiceerde de CICIG het resultaat van haar onderzoek: Rosenberg leed al een tijdlang aan depressie wegens de slechte resultaten van zijn firma en wegens de moord op Musa, waarvoor hij de president verantwoordelijk hield. Rosenberg zou huurmoordenaars hebben ingeschakeld om hem van het leven te beroven. Colom, Vález en Torres werden vrijgesproken van verantwoordelijkheid voor de moord.
Coloms UNE nomineerde zijn echtgenote Sandra Torres als presidentskandidaat. Hier stak het hooggerechtshof echter een stokje voor, aangezien het volgens de grondwet verboden is dat familieleden of verwanten van de zittende president zich kandidaat stellen. Hierop besloten Colom en Torres te scheiden, maar het hooggerechtshof beschouwde dit als een onwettige truc om de grondwet te omzeilen waardoor Torres definitief niet mee kon doen aan de presidentsverkiezingen. Colom werd uiteindelijk opgevolgd door Otto Perez Molina, die in de tweede ronde Manuel Baldizón, voormalig partijgenoot van Colom, versloeg.

## Wetenswaardigheden
Colom was beëdigd als Maya-priester. Hij was de vader van Antonio Colom Szarata, bassist van de rockband Viento en Contra.

## Overlijden
Colom overleed op 23 januari 2023 aan de gevolgen van slokdarmkanker. Hij werd 71 jaar oud.